# خايمي أيالا
خايمي أيالا هو شخصية أعمال فلبيني، ولد في 24 مايو 1962.